# (19929) 1981 DL3
A (19929) 1981 DL3 a Naprendszer kisbolygóövében található aszteroida. Schelte J. Bus fedezte fel 1981. február 28-án.